# Chaos (Gattung)
Chaos ist eine Gattung unbeschalter, amöboider Einzeller aus der Gruppe der Euamoebida. Sie ist eine der am längsten bekannten Gattungen der Amöben, ihre Vertreter können mit mehreren Millimetern Durchmesser ungewöhnlich groß werden.

## Merkmale
Die Arten der Gattung können sich aktiv fortbewegen, sie sind entweder polypodial (bilden also viele Zellfortsätze (Pseudopodien) zur Bewegung aus) oder monopodial (bilden nur ein Pseudopodium). Die Zellen sind in der Regel größer als 0,5 Millimeter im Durchmesser, meist 1 bis 2 Millimeter, können aber gelegentlich auch bis zu 5 Millimeter erreichen.
Alle Arten sind vielkernig mit bis zu tausend oder mehr Kernen je Zelle. Die Zellkerne sind beidseitig konvexe oder elliptische Scheiben und haben einen Durchmesser von rund 27 Mikrometer. Endosymbiontische Zoochlorellae fehlen.
Die Pseudopodien sind zylindrisch, häufig mit leistenförmigen Graten versehen, das Uroid ist maulbeerförmig. Das Zytoplasma enthält oft bipyramidale Kristalle.

## Verbreitung, Systematik
Die Arten von Chaos besiedeln sumpfiges Süßwasser. Typusart ist Chaos chaos, die 1758 von Carl von Linné erstbeschrieben wurde. Eine Auswahl:
- Chaos chaos
- Chaos nobile
- Chaos carolinense
- Chaos illinoisense

## Nachweise
Fußnoten direkt hinter einer Aussage belegen die einzelne Aussage, Fußnoten direkt hinter einem Satzzeichen den gesamten vorangehenden Satz. Fußnoten hinter einer Leerstelle beziehen sich auf den kompletten vorangegangenen Absatz.
1. 1 2 3 4 5  Andrew Rogerson, David J. Patterson: The Naked Ramicristate Amoebae, In: John J. Lee, G. F. Leedale, P. Bradbury (Hrsg.): An Illustrated Guide to the Protozoa. Band 2. Allen, Lawrence 2000, ISBN 1-891276-23-9, S. 1039 (englisch).